# Copa da Alemanha de Voleibol Masculino
A Copa da Alemanha de Voleibol Masculino (em alemão:  DVV-Pokal), é uma competição anual entre clubes de voleibol masculino da Alemanha. O torneio é organizado pela Federação Alemã de Voleibol (em alemão:  Deutsche Volleyball-Verband, DVV).

## Regulamento
As equipes da 1. Bundesliga (primeira divisão do campeonato alemão) são classificadas automaticamente para as oitavas de final. Na primeira fase principal estão também os vencedores da qualificação. A qualificação é disputada em oito competições regionais (norte, noroeste, nordeste, oeste, leste, sudoeste, sudeste, sul), cujos vencedores jogam contra os participantes na rodada principal.
A competição segue em sistema de mata-mata até a final. Nas duas primeiras rodadas, o time das classes mais baixas tem direito de jogar com o mando de quadra.

## Resultados
| COPA DA ALEMANHA DE VOLEIBOL MASCULINO (RESULTADOS PÓS REUNIFICAÇÃO DA ALEMANHA) | COPA DA ALEMANHA DE VOLEIBOL MASCULINO (RESULTADOS PÓS REUNIFICAÇÃO DA ALEMANHA) | COPA DA ALEMANHA DE VOLEIBOL MASCULINO (RESULTADOS PÓS REUNIFICAÇÃO DA ALEMANHA) | COPA DA ALEMANHA DE VOLEIBOL MASCULINO (RESULTADOS PÓS REUNIFICAÇÃO DA ALEMANHA) | COPA DA ALEMANHA DE VOLEIBOL MASCULINO (RESULTADOS PÓS REUNIFICAÇÃO DA ALEMANHA) | COPA DA ALEMANHA DE VOLEIBOL MASCULINO (RESULTADOS PÓS REUNIFICAÇÃO DA ALEMANHA) |
| Edição                                                                           | Edição                                                                           | Final                                                                            | Final                                                                            | Final                                                                            |                                                                                  |
| Temporada                                                                        | Sede/Final                                                                       | Campeão                                                                          | Resultado                                                                        | Vice-campeão                                                                     |                                                                                  |
| -------------------------------------------------------------------------------- | -------------------------------------------------------------------------------- | -------------------------------------------------------------------------------- | -------------------------------------------------------------------------------- | -------------------------------------------------------------------------------- | -------------------------------------------------------------------------------- |
| 1990–91 Detalhes                                                                 | —                                                                                | Moerser SC                                                                       | —                                                                                | TSV Milbertshofen                                                                |                                                                                  |
| 1991–92 Detalhes                                                                 | —                                                                                | 1. VC Hamburgo                                                                   | —                                                                                | SCC Berlin                                                                       |                                                                                  |
| 1992–93 Detalhes                                                                 | —                                                                                | Moerser SC                                                                       | —                                                                                | Schweriner SC                                                                    |                                                                                  |
| 1993–94 Detalhes                                                                 | —                                                                                | SCC Berlin                                                                       | —                                                                                | ASV Dachau                                                                       |                                                                                  |
| 1994–95 Detalhes                                                                 | —                                                                                | SV Bayer Wuppertal                                                               | —                                                                                | SCC Berlin                                                                       |                                                                                  |
| 1995–96 Detalhes                                                                 | —                                                                                | SCC Berlin                                                                       | —                                                                                | Post TSC Berlin                                                                  |                                                                                  |
| 1996–97 Detalhes                                                                 | —                                                                                | ASV Dachau                                                                       | —                                                                                | SV Bayer Wuppertal                                                               |                                                                                  |
| 1997–98 Detalhes                                                                 | —                                                                                | VfB Friedrichshafen                                                              | —                                                                                | SV Bayer Wuppertal                                                               |                                                                                  |
| 1998–99 Detalhes                                                                 | —                                                                                | VfB Friedrichshafen                                                              | —                                                                                | SV Bayer Wuppertal                                                               |                                                                                  |
| 1999–00 Detalhes                                                                 | —                                                                                | SCC Berlin                                                                       | —                                                                                | SV Bayer Wuppertal                                                               |                                                                                  |
| 2000–01 Detalhes                                                                 | —                                                                                | VfB Friedrichshafen                                                              | —                                                                                | Evivo Düren                                                                      |                                                                                  |
| 2001–02 Detalhes                                                                 | —                                                                                | VfB Friedrichshafen                                                              | —                                                                                | Evivo Düren                                                                      |                                                                                  |
| 2002–03 Detalhes                                                                 | —                                                                                | VfB Friedrichshafen                                                              | —                                                                                | TSV Unterhaching                                                                 |                                                                                  |
| 2003–04 Detalhes                                                                 | Dessau-Roßlau                                                                    | VfB Friedrichshafen                                                              | 3 – 2                                                                            | SCC Berlin                                                                       |                                                                                  |
| 2004–05 Detalhes                                                                 | Bona                                                                             | VfB Friedrichshafen                                                              | 3 – 2                                                                            | SCC Berlin                                                                       |                                                                                  |
| 2005–06 Detalhes                                                                 | Halle                                                                            | VfB Friedrichshafen                                                              | 3 – 0                                                                            | Moerser SC                                                                       |                                                                                  |
| 2006–07 Detalhes                                                                 | Halle                                                                            | VfB Friedrichshafen                                                              | 3 – 1                                                                            | Moerser SC                                                                       |                                                                                  |
| 2007–08 Detalhes                                                                 | Halle                                                                            | VfB Friedrichshafen                                                              | 3 – 2                                                                            | Evivo Düren                                                                      |                                                                                  |
| 2008–09 Detalhes                                                                 | Halle                                                                            | Generali Haching                                                                 | 3 – 1                                                                            | Moerser SC                                                                       |                                                                                  |
| 2009–10 Detalhes                                                                 | Halle                                                                            | Generali Haching                                                                 | 3 – 2                                                                            | Evivo Düren                                                                      |                                                                                  |
| 2010–11 Detalhes                                                                 | Halle                                                                            | Generali Haching                                                                 | 3 – 2                                                                            | VfB Friedrichshafen                                                              |                                                                                  |
| 2011–12 Detalhes                                                                 | Halle                                                                            | VfB Friedrichshafen                                                              | 3 – 0                                                                            | Generali Haching                                                                 |                                                                                  |
| 2012–13 Detalhes                                                                 | Halle                                                                            | Generali Haching                                                                 | 3 – 2                                                                            | Moerser SC                                                                       |                                                                                  |
| 2013–14 Detalhes                                                                 | Halle                                                                            | VfB Friedrichshafen                                                              | 3 – 2                                                                            | Berlin Recycling Volleys                                                         |                                                                                  |
| 2014–15 Detalhes                                                                 | Halle                                                                            | VfB Friedrichshafen                                                              | 3 – 0                                                                            | SVG Lüneburg                                                                     |                                                                                  |
| 2015–16 Detalhes                                                                 | Mannheim                                                                         | Berlin Recycling Volleys                                                         | 3 – 0                                                                            | TV Ingersoll Bühl                                                                |                                                                                  |
| 2016–17 Detalhes                                                                 | Mannheim                                                                         | VfB Friedrichshafen                                                              | 3 – 1                                                                            | Berlin Recycling Volleys                                                         |                                                                                  |
| 2017–18 Detalhes                                                                 | Mannheim                                                                         | VfB Friedrichshafen                                                              | 3 – 0                                                                            | Volleyball Bisons Bühl                                                           |                                                                                  |
| 2018–19 Detalhes                                                                 | Mannheim                                                                         | VfB Friedrichshafen                                                              | 3 – 0                                                                            | SVG Lüneburg                                                                     |                                                                                  |
| 2019–20 Detalhes                                                                 | Mannheim                                                                         | Berlin Recycling Volleys                                                         | 3 – 0                                                                            | SWD Powervolleys Düren                                                           |                                                                                  |
| 2020–21 Detalhes                                                                 | Mannheim                                                                         | United Volleys Frankfurt                                                         | 3 – 0                                                                            | Netzhoppers                                                                      |                                                                                  |
| 2021–22 Detalhes                                                                 | Mannheim                                                                         | VfB Friedrichshafen                                                              | 3 – 1                                                                            | SVG Lüneburg                                                                     |                                                                                  |
| 2022–23 Detalhes                                                                 | Mannheim                                                                         | Berlin Recycling Volleys                                                         | 3 – 1                                                                            | SWD Powervolleys Düren                                                           |                                                                                  |
| 2023–24 Detalhes                                                                 | Mannheim                                                                         | Berlin Recycling Volleys                                                         | 3 – 0                                                                            | WWK Volleys Herrsching                                                           |                                                                                  |

Fonte: DDV POKAL

## Títulos por equipe
| Equipe                   | Títulos | Temporadas |
| ------------------------ | ------- | --- |
| VfB Friedrichshafen      | 17      | 1997–98, 1998–99, 2000–01, 2001–02, 2002–03, 2003–04, 2004–05, 2005–06, 2006–07, 2007–08, 2011–12, 2013–14, 2014–15, 2016–17, 2017–18, 2018–19, 2021–22 |
| Berlin Recycling Volleys | 7       | 1993–94, 1995–96, 1999–00, 2015–16, 2019–20, 2022–23, 2023–24                                                                                           |
| TSV Unterhaching         | 4       | 2008–09, 2009–10, 2010–11, 2012–13 |
| Moerser SC               | 2       | 1990–91, 1992–93 |
| United Volleys Frankfurt | 1       | 2020–21 |
| ASV Dachau               | 1       | 1996–97 |
| SV Bayer Wuppertal       | 1       | 1994–95 |
| 1. VC Hamburgo           | 1       | 1991–92 |